# Whatever Happened to Robot Jones?
Whatever Happened to Robot Jones? (2002-2003) – amerykański serial animowany stworzony przez Grega Millera i wyprodukowany przez Cartoon Network Studios. Serial jest dwunastą kreskówką z serii Cartoon Cartoons.
Światowa premiera serialu miała miejsce 25 maja 2002 roku na amerykańskim Cartoon Network. Ostatni odcinek został wyemitowany 14 listopada 2003 roku. W Polsce serial do tej pory nie był emitowany.

## Obsada
- Macintalk Junior – Robot Jones (I seria)
- Bobby Block – Robot Jones (II seria)
- Grey DeLisle – 
  - Mom Unit,
  - Shannon Westerburg
- Kyle Sullivan – Timothy "Socks" Morton
- Myles Jeffrey – Charles "Cubey" Cubinacle
- Gary LeRoi Gray – Mitch Freeman
- Josh Peck – Lenny Yogman
- Austin Stout – Denny Yogman
- Maurice LaMarche – 
  - Mr. McMcMc (pilot),
  - Dyrektor Madman (pilot)
- Rip Taylor – Mr. McMcMc (serial)
- David Koechner – Clancy Q. Sleepyjeans
- Jeff Glen Bennett – Dyrektor Madman (serial)
- Gedde Watanabe – James

## Spis odcinków
| N/o              | Angielski tytuł                   |  |
| ---------------- | --------------------------------- |  |
|                  |                                   |  |
| ODCINEK PILOTOWY |                                   |  |
|                  |                                   |  |
| P1               | Whatever Happened to Robot Jones? |  |
|                  |                                   |  |
| SERIA PIERWSZA   |                                   |  |
|                  |                                   |  |
| 01               | Electric Boogaloo                 |  |
| 01               | Groovesicle                       |  |
|                  |                                   |  |
| 02               | PU To P.E.                        |  |
| 02               | Vacuum Friend                     |  |
|                  |                                   |  |
| 03               | Cube Wars                         |  |
| 03               | Sickness                          |  |
|                  |                                   |  |
| 04               | Parents                           |  |
| 04               | Embarrassment                     |  |
|                  |                                   |  |
| 05               | Politics                          |  |
| 05               | Growth Spurts                     |  |
|                  |                                   |  |
| 06               | Jealousy                          |  |
| 06               | Scantron Love                     |  |
|                  |                                   |  |
| SERIA DRUGA      |                                   |  |
|                  |                                   |  |
| 07               | Gender                            |  |
| 07               | Math Challenge                    |  |
|                  |                                   |  |
| 08               | Family Vacation                   |  |
| 08               | Hair                              |  |
|                  |                                   |  |
| 09               | The Garage Band                   |  |
| 09               | Work Order                        |  |
|                  |                                   |  |
| 10               | The Yogmans Strike Back           |  |
| 10               | Hookie 101                        |  |
|                  |                                   |  |
| 11               | House Party                       |  |
| 11               | School Newspaper                  |  |
|                  |                                   |  |
| 12               | Safety Patrol                     |  |
| 12               | Popularity                        |  |
|                  |                                   |  |
| 13               | Summer Camp                       |  |
| 13               | Rules of Dating                   |  |
|                  |                                   |  |